# Paul Ivan Yakovlev
Paul Ivan Yakovlev (Pawieł Iwanowicz Jakowlew, ros. Павел Иванович Яковлев, ur. 15 grudnia/28 grudnia 1894 w Turcu, zm. 16 czerwca 1983) – rosyjsko-amerykański lekarz neurolog i neuropatolog. Związany z Harvard Medical School i Monson State Hospital. Jego zbiór preparatów neuropatologicznych został przekazany do Armed Forces Institute of Pathology. Przewodniczący American Association of Neuropathologists (1951) i wiceprzewodniczący w latach 1958–59.
Urodził się w szlacheckiej rodzinie. Ukończył klasyczne gimnazjum w Wilnie w 1914 roku. W 1915 roku wstąpił na Cesarską Wojskową Akademię Medyczną w Sankt Petersburgu. Jego nauczycielami byli Aleksandr Maksimow, Aleksandr Borodin i Władimir Biechtieriew. Pod koniec 1919 roku opuścił Rosję i udał się na emigrację. Przez pewien czas przebywał w Finlandii, potem udał się do Francji i Szwajcarii. W Zurychu uczył się u Minkowskiego. W 1932 został zatrudniony na Harvard Medical School. W 1951 roku mianowany profesorem neuropatologii.